# Bisbat de les Fèroe

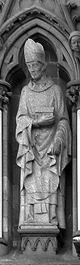
El bisbe Erlendur de les Fèroe.

El bisbat de les Fèroe (danès: Kirkjubø bispedømme; llatí: Dioecesis Fareyensis) és una seu suprimida de l'Església catòlica a Dinamarca.

## Territori
La diòcesi comprenia tot l'arxipèlag.
La seu episcopal era la ciutat de Kirkjubøur, on es trobava la catedral de Sant Magnus, avui en runes.

## Història
El 999 el rei de Noruega Olaf Trygvason envià el capdill viking Sigmundur Brestisson amb alguns sacerdots a l'arxipèlag per «batejar el poble i instruir-lo en la fe cristiana».
La missió d'evangelització de les illes continuà durant el segle següent, gràcies al suport d'alguns bisbes missioners. Un d'aquests, Bjarnvard (Bernat), el 1066 es traslladà a Noruega, fundant la diòcesi de Selje.
Vers a finals del segle xi s'erigí la diòcesi de les F̟èroe. Inicialment era sufragània de Bremen-Hamburg. El 1104 passà a formar part de la província eclesiàstica de Lund, i el 1153 de la de Nidaros.
El darrer bisbe catòlic de les illes, Ámundur Ólavsson, morí el 1538. Amb la Reforma Protestant els habitants de les illes abraçaren la nova confessió religiosa.

## Cronologia episcopal
- Gudmund † (vers 1086 - vers 1116 mort)
- Orm †
- Mathias † (vers 1116 - 1157/1158 mort)
- Roe † (1162 - ?)
- Svend † (?- 1212 mort)
- Sverker † (1216 - 1237 mort)
- Bergsven † (vers 1237 - 1243 mort)
- Nikolaus †
- Peter † (1246 - 19 d'agost de 1257 nomenat bisbe de Bergen)
- Gaute † (1267 - 1268 mort)
- Erlendur † (1269 - 13 de juny de 1308 mort)
- Lodin † (1309 - 1316 mort)
- Signar † (1320 - vers 1342 mort)
- Håvard † (vers 1342 - 1348 mort)
- Arne † (vers 1348 - ? mort)
- Arne Svæla † (18 de desembre de 1359 - ?)
- Rikard † (mort)
- William Northbrigg, O.P. †
- Vigbold, O.F.M. † (23 de gener de 1391 - ?)
- Jon den dominikanske, O.P. † (9 de desembre de 1407 - ? mort)
- Severinus, O.F.M. † (4 maig de 1431 - ?)
- Jon høvdingen, O.F.M. † (31 de gener de 1435 - ?)
- Hemming † (1442 - 1453 mort)
- Jon † (1 de juny de 1453 - ?)
  - Sede vacante
- Ámundur Ólavsson † (gener de 1533 - 1538 mort)